# Lien politique
Le lien politique est représenté par l'ensemble des relations qui unissent les citoyens d'une même nation, qui les amènent à partager certaines valeurs et à dégager un consensus assurant une certaine cohésion sociale :
- respect de la loi,
- partage de valeurs,
- citoyenneté.

Une crise du lien politique se caractérise par des manifestations, des abstentions de vote….